# チェコスロバキア亡命政府

チェコスロバキア亡命政府
Prozatímní státní zřízení（チェコ語）
Dočasné štátne zriadenie（スロバキア語）

国の標語: Pravda vítězí（チェコ語）
真実は勝つ国歌: 
チェコ：Kde domov můj（チェコ語）
我が家何処や

スロバキア：Nad Tatrou sa blýska（スロバキア語）
稲妻がタトラの上を走り去り

チェコスロバキア亡命政府（チェコスロバキアぼうめいせいふ、チェコ語: Prozatímní státní zřízení、スロバキア語: Dočasné štátne zriadenie）は、ナチス・ドイツによって分割・消滅したチェコスロバキアの再建を目指した亡命政府。

## 前史
1938年9月30日に行われたミュンヘン会談の結果、チェコスロバキアはズデーテン地方の割譲を余儀なくされた。大統領エドヴァルド・ベネシュは責任を取って10月5日に辞任した。この後チェコスロバキアでは自治を求める動きが高まり、10月6日にはジリナ協定によってスロバキアに、10月6日にはカルパティア・ルテニアに自治政府が成立した。11月30日にはエミール・ハーハが大統領となった。
ベネシュ夫妻はしばらく休養をとったのち、10月22日にロンドンへ亡命した。しかしイギリス政府は「ミュンヘンの平和」が乱れることを恐れ、ベネシュに活動の自粛を求めた。ベネシュは甥の家に住み込み、かつての同僚政治家と連絡を取っていた。1939年3月15日にはドイツがチェコスロバキアを解体し、ベーメン・メーレン保護領とし、スロバキアを独立させた（スロバキア共和国）。しかしベーメン・メーレン保護領はドイツの事実上の領土であり、スロバキアも保護国であった。ベネシュは元大統領の肩書きでイギリス・フランス・アメリカ・ソビエト連邦、国際連盟にミュンヘン協定違反であると抗議電報を送ったが、列強や連盟が動くことはなかった。
しかしこのベネシュの行動にチェコスロバキア駐米公使フルバン（Vladimìr Hurban）が賛同し、独立回復運動のための指導的役割を果たすよう要請した。ベネシュはこれを受け、チェコスロバキアの在外公館やチェコ人・スロバキア人の移民団体などと接触した。フルバン、駐英公使ヤン・マサリク、駐ソ公使ズデニェク・フィールリンゲル（en:Zdeněk Fierlinger）などの在外公使がベネシュ支持にまわり、チェコ民族同盟、チェコ・カトリック教徒民族同盟、スロバキア民族同盟の移民団体はチェコスロバキア民族会議を結成してチェコスロバキア解放運動のサポートに当たることになった。一方でアメリカ・スロバキア人連盟のようにベネシュ側に反発する動きもあった。5月末にはベネシュとアメリカ大統領フランクリン・ルーズベルト会談が実現した。ルーズベルトは英・仏の行動を批判し、チェコスロバキアの現状を容認しないという発言を行ったが、亡命政府成立を容認するなどの動きは取らなかった。一方イギリス政府は5月にスロバキア共和国を仮承認し、ベネシュに対して再度行動自粛を要請するなどしていたが、ウィンストン・チャーチルやアンソニー・イーデンなど、ベネシュの動きを支援する政治家も存在していた。
フランス政府はベネシュの動きとは連絡を取らず、エドゥアール・ダラディエ首相に近いスロバキア人の駐仏公使ステファン・オススキー（en:Štefan Osuský）のグループと連携をとる動きを見せていた。ベネシュとオススキーのグループは政治的統合に向けて話し合いを行ったが、交渉は難航した。
また、ズデーテン地方を含めるチェコスロバキア内部のドイツ人を支持基盤に持つチェコスロバキア共和国ドイツ社会民主党（en）の亡命組織ズデーテン・ドイツ社会民主党も戦後の自治権拡大を目指してベネシュ側やイギリス政府と交渉を続けていた。

## 国民委員会
1939年9月1日のドイツによるポーランド侵攻は状況を大きく動かした。ベネシュはポーランドに支持電報を打つとともに、イギリスに対しては亡命政府の承認とチェコスロバキア部隊の設立を要請したが、イギリスは拒否した。一方でオススキーもフランスに対して同様の申し入れを行ったが、こちらは好意的な反応を受けた。10月2日にはオススキー側の提案に近い形で合意が見られたが、イギリス政府はこの合意に対して抗議を申し入れ、対イタリア・ハンガリーを考慮したフランス政府も提案の実現化には慎重であった。ベネシュは訪仏して地位改善を求めようとしたが、ダラディエは面会を拒絶し、オススキーらも戦後におけるスロバキアの地位向上を求めてきた。チェコスロバキア主義を取るベネシュはスロバキアの自治権拡大には同意できず、この段階での両者の溝は埋まらなかった。ベネシュは10月17日にチェコスロバキア国民委員会（cs:Československý národní výbor）の設立を決め、政府ではなく亡命者組織としての承認を求め始めた。オススキーは当初参加を拒んでいたが、フランスがオススキーの参加を承認条件としたため、オススキーも参加することになった。その後の戦局の悪化はチェコスロバキア部隊の参加を必要とし、11月14日にフランスは国民委員会を仮承認した。11月17日に国民委員会は正式発足し、12月20日にイギリスも仮承認に踏み切った。
一方でスロバキア人の元首相ミラン・ホッジャはベネシュと同調せず、11月22日にスロバキア国民会議を設立し、スロバキアの独立を目指していた。しかしこの動きは立場の近いオススキーとも決裂し、亡命政府運動の主流からも外れていた。しかしホッジャの勢力にはベネシュの路線を快く思わないチェコ人や、亡命政権作りが難航することにしびれをきらした者も参加し、1940年1月14日にはチェコ＝スロバキア国民会議に発展した。イギリス・フランスは2つの亡命組織の一本化を求め、両者の間で統合に向けて話し合いが行われることになった。
1940年3月、ベネシュはアメリカ国務次官ウェルズの要請で『戦後のチェコスロバキア：その要求と構想』という戦後構想を作成したが、この構想はミュンヘン以前の第一共和国を再建するものであり、自治を求めるスロバキアやズデーテン・ドイツ社会民主党などには厳しいものであった。

## 成立
フランスが休戦し、ヴィシー政権が成立した後、7月9日にベネシュは政府承認をイギリス政府に求めた。7月18日、イギリスのイーデン外相は国民委員会を正式な亡命政府として承認する旨を書簡で伝えた。しかし亡命政府側が求める国境線の不変や、第一共和国からの法的連続性は受け入れなかった。9月30日、チャーチル首相は「チェコ人・スロバキア人の自由の回復」が戦争理由の一つであると上げたものの、将来の国境線画定には関与しないという演説を行った。10月にはヴェンツェル・ヤークシュ（en:Wenzel Jaksch）の指導に反発するズデーテン・ドイツ社会民主党からの分派も受け入れた。この分裂にはベネシュらの策動があったと見られている。
一方、本国に残ったドイツ抵抗グループの一部は、戦後チェコスロバキアから300万人にのぼるチェコ在住ドイツ人追放を求めていた。11月18日、ベネシュはナチス支持者をふくむ100万人のドイツ人移住計画を書簡で伝えた。これは後のドイツ人追放政策につながるものであった。
1941年7月、ベネシュはヤークシュらズデーテン・ドイツ社会民主党に「チェコスロバキア共和国」に賛成するか否かという条件を突きつけた。この背後にはアメリカやソ連がミュンヘン以前への復帰を支持しているということがあり、1942年8月5日にはイギリスがミュンヘン協定の無効と戦後のチェコスロバキア復活を宣言した。お墨付きを得たベネシュはヤークシュらと関係を絶ち、彼らの状況はさらに悪化した。

## ポーランド＝チェコスロバキア連邦構想
ベネシュは1939年10月にポーランド亡命政府のヴワディスワフ・シコルスキ首相と会談し、対チェコスロバキア政策で強硬だった戦前とは異なる感触を得た。11月に再度ベネシュとシコルスキは会談し、チェコスロバキア・ポーランドを中心とする連邦を成立させることで合意した。1940年3月には連邦成立に向けた共同宣言を行っている。しかしイギリスによるベネシュ政権承認と独ソ戦勃発は、チェコスロバキアの国際的地位を高め、ポーランドに対してミュンヘン協定で割譲したチェスキー・チェシーンの返還を要求するなど強硬な態度を取るようになった。シコルスキはチェシーン問題を棚上げして連邦成立を優先しようとし、1942年1月19日には第二回共同宣言が取り決められた。しかしベネシュはこの宣言を評価しないなど、次第に両国間の溝は深まっていった。
連邦構想破綻のきっかけは第二回宣言が行われた1942年1月、ポーランド外相エドワルド・ラチンスキ（en:Edward Bernard Raczyński）が連邦にバルト侵攻によってソビエト連邦が支配下に置いていたリトアニアを加えるべきと発言したことであった。ポーランドは連邦構想によってソビエト連邦との国境問題を有利に導こうとしていたが、対ソ接近を意図していたベネシュにとってソ連との関係悪化は歓迎できない事態であった。ベネシュはリトアニア問題での譲歩をポーランドに勧告したが、リトアニア喪失を許容できないソ連は中欧連邦反対に方針転換した。7月16日にソ連は連邦反対の意向を明確に伝達し、ベネシュも連邦構想に消極的となった。その後カティンの森事件などによるポーランド・ソ連関係の悪化により、連邦構想は自然消滅した。

## 対ソ接近
1942年12月から亡命政府は積極的にソ連との相互援助条約成立を模索し始め、1943年4月に交渉が開始された。しかしイギリスはこの条約がポーランドの立場を悪くすること、戦時中の二国間同盟樹立を自粛するという英ソ合意に反するとして猛反発し、条約締結に反対した。亡命政府はイギリスとも同様の条約を結ぶことで反発を和らげようとしたが、イギリスの反応も悪く、ソ連も対英条約締結を許さなかった。イギリスとソ連の板挟みとなった亡命政府は進退窮まり、英ソ間の交渉に任せざるを得なくなった。
しかし、チェコスロバキア＝ソ連相互援助条約が議題となった1943年10月のモスクワ会談（en:Moscow Conference (1943)）では、イギリス外相アンソニー・イーデンは条約締結にあっさり同意した。この態度変更にはアメリカがこの条約締結に反対する意図がないことが明らかになったことなどが理由であると見られている。12月にベネシュはモスクワを訪問し、ソ連＝チェコスロバキア友好協力相互援助条約が締結された。

## 抵抗運動
亡命政府はチェコ内に残留した抵抗勢力と連絡を取り、援助した。特にベーメン・メーレン保護領副総督ラインハルト・ハイドリヒの暗殺（エンスラポイド作戦）には深く関与したが、この事件はドイツによる報復虐殺を招く事になった。1944年8月29日のスロバキア民衆蜂起にも関与したが、この蜂起も失敗した。

## 終結
1944年、スロバキアの大半とカルパティア・ルテニアはソ連軍の占領下に落ちた。占領者であるソ連軍はカルパティア・ルテニアにザカルパート・ウクライナを建国させた。これは戦前の国境線に戻すという約束違反であり、亡命政府は激しく抗議したが受け入れられなかった。後にザカルパート・ウクライナはウクライナの一州ザカルパッチャ州としてソ連に併合される事になる。
1945年4月4日、亡命政府はソ連軍の占領下にあったスロバキア東部のコシツェに移り、チェコスロバキア共産党とともに臨時政府を結成するというコシツェ宣言を行った。5月5日のプラハ蜂起（en:Prague uprising）と、その後のプラハの戦いを経て、5月12日にプラハからナチス・ドイツは駆逐された。5月16日、ベネシュはプラハの旧市庁舎で帰還演説を行い、亡命政府の帰国を宣言した。しかしベネシュらの勢力はソ連側の圧迫に遭い、ついには1948年のチェコスロバキア政変によって共産党が政権の主導権を握り、チェコスロバキアは社会主義国化への道をたどる事になる。